# Constantin Frommann
Constantin Frommann (* 27. Mai 1998 in Sasbach) ist ein ehemaliger deutscher Fußballtorwart. Er stand zuletzt beim SV Meppen unter Vertrag und war Nachwuchsnationalspieler.

## Karriere

### Vereine
Im Alter von zwölf Jahren wechselte Frommann von seinem Heimatverein SV Oberachern in die Jugend des SC Freiburg. 2017 gab er in der Regionalliga Südwest sein Debüt für die zweite Mannschaft der Freiburger, mit der er zuvor einsatzlos als Meister der Oberliga Baden-Württemberg aufgestiegen war. In der Saison 2018/19 war er Teil des Profikaders des SC Freiburg.
Zur Saison 2019/20 wurde der Torhüter an den Drittligisten SG Sonnenhof Großaspach verliehen. Am 8. Spieltag erhielt Frommann gegen den FC Bayern München II den Vorzug vor Stammkeeper Maximilian Reule und debütierte im Profifußball. Den restlichen Saisonverlauf erhielt meistens Reule den Vorzug, als Großaspach als Tabellenvorletzter den Klassenerhalt verpasste.
Nach seiner Rückkehr spielte er in den sportlichen Planungen des SC Freiburg keine Rolle mehr, Anfang Oktober wurde sein Vertrag kurz vor Schließung des Transferfensters aufgelöst. Er erhielt zugleich das Angebot, beim SC weiterhin mitzutrainieren, bis er einen neuen Verein gefunden hatte. Mitte November 2020 unterzeichnete der Keeper einen bis Sommer 2022 gültigen Vertrag beim Drittligisten SV Meppen, der nach den verletzungsbedingten Ausfällen von Luca Plogmann und Matthis Harsman einen Engpass auf der Torhüterposition zu beklagen hatte.
Aufgrund von irreparablen Hüftproblemen beendete Frommann 2023 seine aktive Karriere als Fußballspieler.

### Nationalmannschaft
Am 12. November 2013 gab Frommann sein Debüt für die deutsche U16-Nationalmannschaft. Seither durchlief er alle Juniorennationalmannschaften des DFB bis zur U20. Bei der U17-Europameisterschaft 2015 stand er mit der deutschen Auswahl im Finale (1:4 gegen Frankreich) und wurde in die Mannschaft des Turniers gewählt. Für seine Leistungen bekam er darüber hinaus die Fritz-Walter-Medaille in Bronze in der Altersklasse U17 verliehen.

## Persönliches
Constantin Frommann hat einen Bruder und eine Schwester. Sein Vater, Achim Frommann, ist sportpsychologischer Berater und schrieb aus seinen Erfahrungen mit Constantin ein Buch über die Talentförderung im Fußball aus der Sicht der Eltern.
Constantin Frommann ist mit der deutschen DFB-Nationalspielerin Giulia Gwinn liiert.

## Erfolge und Auszeichnungen
Auszeichnungen
- Verleihung der Fritz-Walter-Medaille in Bronze in der Altersklasse U17: 2015[6]